# شتورم بانزر 1
15 cm sIG 33 (Sf) auf Panzerkampfwagen I Ausf B (يُشار إليه أحيانًا باسم شتورم بانزر 1 بيسون  ) مدفع ذاتي الحركة ألمانيً استخدم خلال الحرب العالمية الثانية.

## التنمية والتاريخ
وقد أظهر غزو بولندا أن المدافع المسحوبة من طراز SIG 33 المخصصة لسريات مدافع المشاة لأفواج المشاة الآلية واجهت صعوبات في مواكبة الدبابات أثناء القتال. كان الحل الأسهل هو تعديل هيكل دبابة احتياطية لحمله في المعركة. تم تركيب SIG 33 على هيكل بانزر-1، كاملة مع النقل والعجلات، بدلا من البرج والبنية الفوقية.

## استخدام القتال

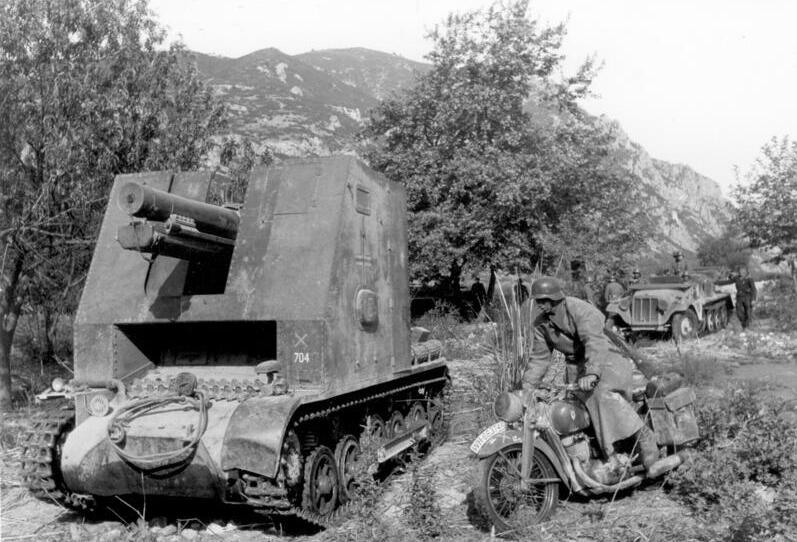
SIG 33 auf Panzerkampfwagen I في اليونان عام 1941

تم تنظيم ست وثلاثين مركبة في schwere Infanteriegeschütz-Kompanie ( mot. S. ) ("سريات مدافع المشاة الثقيلة ذاتية الدفع") أرقام 701-706، المخصصة لفرق البانزر في معركة فرنسا  النحو التالي: 
- السرية 701، إلى فرقة بانزر التاسعة
- السرية 702، إلى فرقة بانزر الأولى
- السرية 703، إلى فرقة بانزر الثانية
- السرية 704، إلى فرقة بانزر الخامسة
- السرية 705،إلى فرقة البانزر السابعة
- السرية 706، إلى فرقة بانزر العاشرة

كجزء من فرقة بانزر الخامسة، المخصصة لفيلق الجيش الميكانيكي الرابع عشر الألماني، شاركت السرية 704 في عملية ماريتا، غزو البلقان. 
الإشارة الأخيرة إلى هذه المركبات كانت مع السرية 704 التابعة لفرقة بانزر الخامس في منتصف عام 1943. 

## روابط خارجية
- wwiivehicles.com
- باللغة الألمانية موقع "Lexicon der Wehrmacht" ، صفحة "Panzerkampfwagen I" (تمت الزيارة في 2041-03-10)